# Samatzai
Samatzai  es un municipio de Italia de 1.746 habitantes en la provincia de Cerdeña del Sur, región de Cerdeña. Está situado en el límite de la llanura del Campidano, en la ladera del monte Titas.
Se ha instalado una cementera y una planta de calcificación para explotar los recursos de las canteras de la región.

## Lugares de interés
- Iglesia de Santa Bárbara
- Iglesia parroquial de San Giovanni Battista, construida en el siglo XV.
- Nuraga Su Nuraxi.

## Evolución demográfica
| Gráfica de evolución demográfica de Samatzai entre 1861 y 2001 |
|                                                                |
| Fuente ISTAT - Elaboración gráfica de Wikipedia                |